# Black Limousine
«Black Limousine» —en español: «Limusina negra»—  es una canción del grupo británico de rock The Rolling Stones incluida en el disco Tattoo You de 1981, escrita por Mick Jagger, Keith Richards y Ron Wood.

## Historia
Según relata el propio Wood en la autobiografía de la banda According to The Rolling Stones la canción "surgió de un riff de guitarra slide que nos inspiró el trabajo de Hop Wilson en un disco que yo tenía, disco que, por cierto, perdí durante años, volví a encontrar y que, finalmente, he perdido de nuevo. Pero siempre me he acordado de lo que oí en él. Y había otro tipo fantástico llamado Big Moose, Eric Clapton me dejó un día un disco de ese guitarrista. El tipo usaba constantemente una pequeña frase, pensé: "Está muy bien, voy a aplicarla", e inconscientemente escribí toda la canción acerca de esa pequeña frase. (…) A partir de ahí, el ritmo, los acompañamientos y demás salieron rápidamente, y sólo quedaba la letra. La canción pedía a gritos que le pusiesen una letra. Una vez más, dejé que Mick hiciese ese trabajo. (…) Está claro que si uno tiene la primera idea de una canción el tema es suyo, y si Mick o Keith llegan a una sesión con un riff  y la letra de toda la canción, el tema está cerrado. (…) Pero en aquella ocasión dejé que la canción se me escapara de las manos. Luché hasta la extenuación para tener la autoría. Insistí una y otra vez: "Yo escribí esa parte y esa otra". Una de las lecciones que tenía que aprender era que si querías salir en los créditos, tenías que demostrar tus aportaciones en el estudio, cuando se grababa. En lo que respecta a «Black Limousine», no lo hice de esa manera, así que la dejé escapar".
En una entrevista realizada a Mick Jagger en septiembre de 1981 decía lo siguiente acerca de esta canción: "Es la más escuchada después de «Start me Up» ¿se imaginan eso? Es un blues rápido de medio tiempo de naturaleza no específica. Yo no creo que sea especialmente maravillosa. Casi la dejo fuera del álbum. Terminó consiguiendo un puesto en el último minuto".
Keith Richards por su parte expresaba en 1981 que «Esta canción tiene una visión más generosa acerca de las relaciones con las mujeres, Si, debido a que el tiempo sigue su marcha, y creo que las mujeres en nuestras vidas han ejercido un cambio en nuestra actitud hacia ella. Yo lo creo, debido a que todo lo que sale de los Stones es justo como sale. Quiero decir, que acaba de abrir el grifo y se derrama. Así es como solíamos sentirnos acerca de ello y es como nos sentimos ahora. Esto es pura suposición, debido a que no se realmente de lo que va, pero parece lógico que la gente con la que estas, son las que más influencias. Mick puede intentar sentarse y escribir una verdadera canción de los Stones –ya sabes, pedazo de excremento sucio- pero obviamente no es la manera en que él se siente ahora. No es la manera en que yo me siento ahora».

## Grabación y legado
La canción fue realizada originalmente (como muchas de las canciones de este disco) en las sesiones de grabación del álbum Some Girls en París en el año 1978, fue archivada y regresó nuevamente en el año 1979 para ser trabajada durante las sesiones del disco Emotional Rescue. Sin embargo, volvería a la bóveda antes de volver a emerger durante las sesiones de Tattoo You a mediados de 1981.
«Black Limousine» fue tocada en vivo por la banda durante las giras American Tour 1981 / European Tour 1982. También la tocaron durante el Voodoo Lounge Tour en 1995. Una grabación fue presentada como una pista bonus en el lanzamiento japonés de Stripped de 1995, además de ser el lado B del sencillo del álbum «Like a Rolling Stone».

## Personal
Acreditado:
- Mick Jagger: voz, armónica.
- Keith Richards: guitarra eléctrica.
- Ron Wood: guitarra eléctrica.
- Bill Wyman: bajo.
- Charlie Watts: batería.
- Ian Stewart: piano.